# 広仁王廟
広仁王廟（こうにんおうびょう）は、五龍廟ともいい、中華人民共和国山西省運城市芮城県永楽鎮龍泉村にある。近郊に永楽宮（道教の全真教の三大宮観のひとつ）や、戦国時代の魏城跡がある。中国で現存する四つの唐代の木造建築のひとつ。2001年に第五回全国重点文物保護単位に指定された。碑文『広仁王龍泉記』によると唐の憲宗の元和3年（808年）に創建されたと記され、別の碑文『龍泉記』には唐の文宗の大和6年（832年）に設立されたと記されている。
広仁王廟は四合院形式の廟堂で、敷地の北側にあって南面している。廟内は、劇台、廂房（現存しない）、正殿の順番で配置されている。劇台、南に位置して北側に向い、正殿と相対している。このことから劇台は清代に再建されたと考えられている。正殿は、幅五間、奥行き三間、屋根は単檐歇山頂方式（単層の入母屋造）で、台座の高さ1.2m、屋根は16本の庇を支える柱（檐柱）により支えられており、殿内は無柱である。